# Villers-Saint-Frambourg
Villers-Saint-Frambourg – miejscowość i dawna gmina we Francji, w regionie Hauts-de-France, w departamencie Oise. W 2016 roku populacja ówczesnej gminy wynosiła 593 mieszkańców. 
W dniu 1 stycznia 2019 roku z połączenia dwóch ówczesnych gmin – Ognon oraz Villers-Saint-Frambourg – powstała nowa gmina Villers-Saint-Frambourg-Ognon. Siedzibą gminy została miejscowość Villers-Saint-Frambourg. 